# リエカ・サーキット
リエカ・サーキット ( Automotodrom Grobnik, アウトモトドローム・グロブニック ) はクロアチアのリエカにあるサーキット。

## サーキットの概要

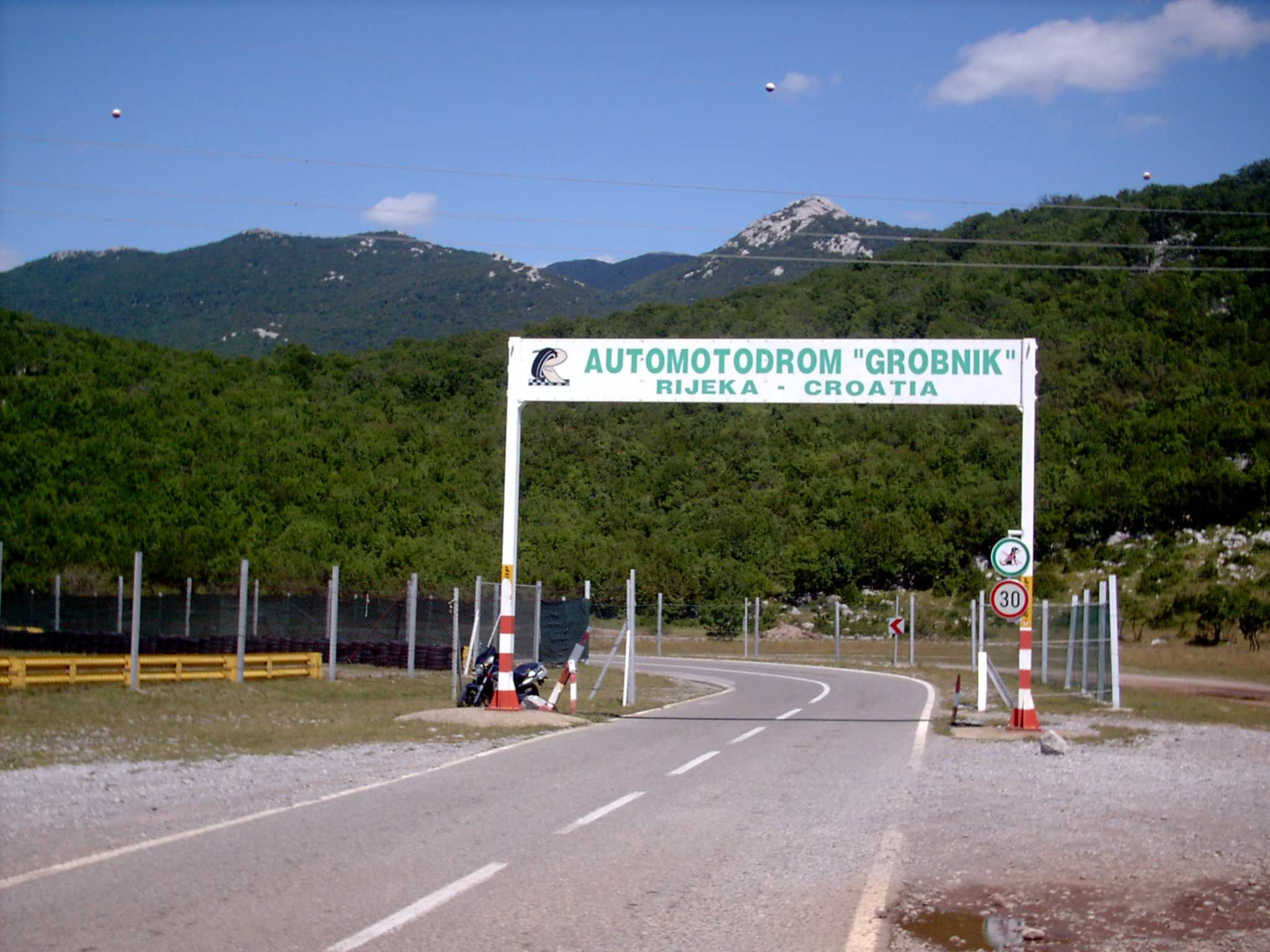
サーキット入口

1977年に着工、5ヶ月で完成した。1978年から1990年までの13年間、それまでのオパティア・サーキットに代わってロードレース世界選手権ユーゴスラビアGPの舞台となった。ユーゴスラビアからクロアチアが独立した1991年以降はGPは開催されていない。
オープン時から2009年現在に至るまでFIAとFIM両方の国際規格をクリアしており、F1以外の全ての世界選手権クラスレースが開催可能になっている。近年はサイドカー世界選手権やロードレースのヨーロッパ選手権の舞台となっている。
レース以外でも各種走行テスト、個人のスポーツ走行など盛んに利用されており、2004年には年間290日の稼働実績を持つ。